# Partikeltherapie
Die Partikeltherapie oder Teilchentherapie (englisch particle therapy), genauer Hadronentherapie, ist ein Verfahren der Strahlentherapie, bei dem im Rahmen einer Krebsbehandlung der Tumor mit hochenergetischen positiven Ionen (meist Protonen oder Kohlenstoffionen) bestrahlt wird. Die Teilchen werden in einem Zyklotron oder Synchrotron beschleunigt. Für Kohlenstoffionen ist ein Synchrotron notwendig, um die nötigen Eindringtiefen (bis 30 cm) zu erreichen.

## Eigenschaften
Der Vorteil der Partikeltherapie gegenüber der konventionellen Strahlentherapie mit Photonen ist das völlig andere Eindringverhalten der Partikel (Teilchen). Die Wechselwirkung der eingebrachten Teilchen mit dem Gewebe ist stark geschwindigkeitsabhängig: Die Energieabgabe pro Weglänge ist ungefähr umgekehrt proportional zum Geschwindigkeitsquadrat. Beim Durchgang durch das Gewebe werden die Teilchen also kontinuierlich umso stärker abgebremst, je tiefer sie eindringen. Bei hoher Geschwindigkeit (Teilchenenergie > 50 MeV/u) ist ihre Wirkung relativ gering. Erst gegen Ende ihrer Reichweite entfalten sie ihre starke Wirkung. Dort nimmt die Wirkung auf einer Strecke von wenigen Millimetern sehr stark zu, um danach auf Null (bei Protonen) bzw. fast auf Null (bei Kohlenstoffionen) abzufallen. Das dabei erzeugte Tiefendosisprofil bezeichnet man als Bragg-Peak. Die Energie des Teilchens beim Verlassen des Beschleunigers bestimmt die Eindringtiefe und den Ort des Wirkungsmaximums. Dieses Verhalten ermöglicht es, im Tumor eine sehr hohe Strahlendosis zu deponieren und zugleich anderes, vor dem Tumor gelegenes Gewebe – insbesondere Risikoorgane – zu schonen. Weil sich der Partikelstrahl quer zur Strahlrichtung mit Elektromagneten schnell ablenken lässt, kann mit dem magnetischen Rasterscan-Verfahren (kombiniert mit der Energievariation) das Zielvolumen schichtweise genau der Form des Tumors entsprechend bearbeitet werden.

## Anlagen
Trotz der hohen apparativen Anforderungen (Zyklotron oder Synchrotron) wird Teilchentherapie bereits in dreizehn Ländern der Welt routinemäßig angewendet, und über 200.000 Patienten wurden bis Ende 2019 behandelt, davon über 25.000 Patienten mit Teilchen schwerer als Protonen (meist Helium und Kohlenstoff). Die Liste der bis jetzt weltweit durchgeführten Behandlungen wird von der Particle Therapy Co-Operative Group laufend auf den neuesten Stand gebracht.

### Anlagen in Deutschland
In Deutschland war die Partikeltherapie zunächst nur an Anlagen möglich, deren Hauptzweck die physikalische Forschung war. Am Ionenstrahllabor ISL des Hahn-Meitner-Instituts in Berlin wurden in den Jahren 1998–2008 über 1200 Augenkrebs-Patienten mit Protonen behandelt. Bis Oktober 2007 gab es eine kleine Therapieeinrichtung am GSI Helmholtzzentrum für Schwerionenforschung in Darmstadt, wo Kohlenstoffionen verwendet wurden (insgesamt 450 Patienten). 2009 erhielt eine private Protonentherapieeinrichtung in München die Betriebserlaubnis. Im November 2009 nahm auch das Heidelberger Ionenstrahl-Therapiezentrum (HIT) seinen Betrieb auf. Eine geplante Anlage der Firma Siemens am Universitätsklinikum Schleswig-Holstein, Campus Kiel, wird nur als ein herkömmliches Strahlentherapiezentrum realisiert. Seit Frühjahr 2013 ist eine reine Protonentherapieanlage im Westdeutschen Protonentherapiezentrum Essen (WPE) in Betrieb, welches bis Dezember 2018 mehr als 1.500 Patienten behandelt hat. Im Oktober 2015 nahm an der Universitätsklinik in Marburg das Marburger Ionenstrahl-Therapiezentrum (MIT) seinen Betrieb auf. Träger dieser dem HIT ähnlichen Anlage sind die Universität Heidelberg und die Rhön-Klinikum AG, die auch das Universitätsklinikum Gießen und Marburg betreibt. In Deutschland gibt es mit Heidelberg und Marburg daher zwei Anlagen, die Protonen und Kohlenstoffionen zur Therapie einsetzen.

## Therapie mit Kohlenstoffionen
Bei Kohlenstoffionen ergibt sich noch ein starker zusätzlicher Vorteil: Durch die hohe lokale Ionisationsdichte am Ende der Reichweite treten häufiger korrelierte Schäden (hauptsächlich an den DNA-Strukturen) im Zielvolumen auf, wodurch sich die DNA der Krebszellen schlechter von Reparaturenzymen reparieren lässt als im davorliegenden gesunden Gewebe (Eindringkanal). Dies bewirkt verglichen mit Photonen eine bis zu dreimal bessere Wirkung der gleichen Dosis im Zielvolumen.
Die Particle Therapy Co-Operative Group stellt laufend aktualisierte Listen der aktiven und der geplanten Hadronentherapiezentren zur Verfügung. Ende 2008 waren weltweit nur noch zwei Zentren für Kohlenstoffionen in Betrieb, beide in Japan: HIMAC in Chiba und HIBMC in Hyogo. In Deutschland wurde das erste Hadronentherapiezentrum mit dem Heidelberger Ionenstrahl-Therapiezentrum am 2. November 2009 am Universitätsklinikum Heidelberg eröffnet. Im Jahr 2015 folgte an der Uniklinik Marburg die zweite, ähnlich gebaute Anlage.

## Ausblick
Protonen und Kohlenstoffionen bieten sich an, um auch für problematische Fälle (bösartige Tumoren, die aufgrund ihrer Nachbarschaft zu empfindlichen Organen weder der Chirurgie noch der herkömmlichen Strahlentherapie zugänglich sind) eine lokale, auf heilende Wirkung zielende Therapietechnik zu entwickeln.
Nach dem derzeitigen Stand der klinischen Forschung zeichnet sich ein Vorteil ab für hoch ionisierende Strahlung (Kohlenstoffionen) zur Behandlung bestimmter bösartiger Tumoren der Hauptspeicheldrüsen, von Adenokarzinomen der Prostata, Weichteilsarkomen, Lokalrezidiven des Rektums und von adenoidzystischen Tumoren der Nasenhöhlen. Die Strahlentherapie mit Protonen ist für oberflächennahe Tumoren gut geeignet, wie Aderhautmelanome, Chordome und Chondrosarkome, und zeigt positive Ansätze bei Oesophaguskarzinomen, hepatozellulären Tumoren, Adenokarzinomen der Prostata, Meningiomen und Hypophysentumoren.
Da die deponierte Gesamtdosis bei der Strahlentherapie mit Ionenstrahlen geringer ist als bei der konventionellen Bestrahlung mit Röntgen- oder Gammastrahlung oder bei der Neutronenstrahlung, ist die Ionentherapie für nahezu alle Tumoren, die strahlentherapiert werden, das vorteilhaftere Konzept, so auch für Tumoren der Hauptspeicheldrüsen, der Nasenhöhlen, des Zentralen Nervensystems, der nicht-kleinzelligen Bronchialkarzinome, und Tumore bei Kindern. Ob Protonen oder Kohlenstoffionen die klinisch günstigeren  Teilchenstrahlen sind, lässt sich noch nicht abschließend beurteilen. Klar ist aber, dass die Teilchentherapie mit Protonen, vor allem aber mit Kohlenstoffionen, erheblich besser ist als die Neutronentherapie.